# Хикокс, Дуглас
Дуглас Хикокс (англ. Douglas Hickox; 10 января 1929[…], Лондон — 25 июля 1988[…], Лондон) — британский кинорежиссёр и продюсер. Снимал в основном кинофильмы детективного и приключенческого жанров.

## Биография
Дуглас Хикокс начинал свою карьеру в киноиндустрии как ассистент режиссёра, в начале 1950-х годов. Свой первый фильм он как уже самостоятельный режиссёр снял в 1963 году. Первый большой успех пришёл к нему в 1970 году, когда он снимает кинофильм «Развлекая мистера Слоуна», поставленный по пьесе британского драматурга Джо Ортона.
Был женат на награждённой премией «Оскар» киномонтажёре Энн В. Коутс, в этом браке родились трое детей. Оба сына, Энтони и Джеймс, также стали кинорежиссёрами. Дочь, Эмма, также работала в киноиндустрии. Для своего сына Энтони, увлекавшегося жанром «хоррор», Дуглас Хикокс снимает в 1973 году ленту «Театр крови».
В память о Дугласе Хикоксе в 1998 году в Великобритании учреждается «Британская независимая кинопремия» (British Independent Film Awards), «премия Дугласа Хикокса» (Douglas-Hickox-Award), присуждаемая за лучший дебютный фильм начинающего режиссёра.

## Фильмография
- 1958: Бегемот, морской монстр (Behemoth the sea monster)
- 1958: Безликий демон (Fiend Without a Face)
- 1964: Всё для тебя  (Just for You)
- 1970: Развлекая мистера Слоуна (Entertaining Mr. Sloane)
- 1971: Сидячая мишень (Sitting Target)
- 1972: Четыре хита и Мастер (Four hits and Mister)
- 1973: Театр крови (Theatre of Blood)
- 1975: Бранниген (Brannigan)
- 1976: Небесные наездники (фильм, 1976) (Sky Riders)
- 1979: Рассвет зулусов (Zulu Dawn)
- 1983: Собака Баскервилей (фильм, 1983) (The Hound of the Baskervilles)
- 1982: Феникс (сериал) (The Phoenix)
- 1984: Дочь мистраля (сериал) (Mistral’s Daughter)
- 1984: Хозяин Баллантрэ (фильм, 1984) (The Master of Ballantrae (1984 film)
- 1985: Затемнение (фильм, 1985) (Blackout (1985 film)
- 1986: Грехи (мини-сериал) (Sins)
- 1987: Я покорю Манхэттен (мини-сериал)(I’ll Take Manhattan (miniseries)
- 1988: Грязная дюжина: Смертельное задание (The Dirty Dozen: The Fatal Mission)